# یوآکاری
یوآکاری (نام علمی: Cacajao) نام یک سرده از تیره لخت‌صورتان است.
چند گونه از یوآکاری وجود دارد یکی از آنها صورت قرمز و پشم سفید دارد. این نوع میمون‌ها در جنگلهای آمریکای جنوبی زندگی می‌کنند و در تمام مدت روی درختان به سر می‌برند و هرگز پایین نمی‌آید مگر ناگزیر شوند. یوآکاری‌ها بیشتر از میوه درختان تغذیه می‌کنند و به صورت گروه‌های بزرگ در جنگل حرکت می‌کنند. بچه‌ها بر پشت مادر سوار می‌شوند. بسیاری از میمون‌ها دمی دراز دارند که به دور شاخه‌ها می‌پیچند ولی دم یوآکاری کوتاه است.